# Laura O'Sullivan
Pour les articles homonymes, voir O'Sullivan.
Laura O'Sullivan, née le 23 août 1991, est une footballeuse internationale galloise, qui joue au poste de gardienne de but au Gwalia United.

## Biographie

### En club
Laura O'Sullivan assiste à des entraînements de Cardiff City en accompagnant sa meilleure amie Sophie Ingle, puis est poussée à essayer le poste de gardienne de but par l'ancienne internationale galloise Karen Jones après la blessure de la titulaire au poste.
En septembre 2017, elle rejoint Yeovil Town en première division anglaise. La même année, elle est élue joueuse galloise de l'année 2017. Elle rejoint ensuite le Cyncoed Ladies FC puis fait son retour à Cardiff City en 2018.
En juillet 2024, elle prolonge son contrat avec le club de Cardiff City qui est renommé Gwalia United à l'intersaison.
Laura O'Sullivan concilie son rôle de gardienne de but numéro 1 du pays de Galles avec un emploi de bureau à plein temps. Elle est surnommée Carol de par sa ressemblance au personnage de la série Little Britain.

### En sélection
Laura O'Sullivan honore sa première sélection en équipe du pays de Galles le 2 mars 2016 face à la Finlande.
Le 6 avril 2018, O'Sullivan réalise une performance remarquée lors d'un match contre l'Angleterre au St Mary's Stadium qui se termine sur le score de 0-0 dans le cadre des qualifications à la Coupe du monde 2019.
En décembre 2024, elle participe au victorieux barrage de qualification à l'Euro 2025 face à l'Irlande qui qualifie le pays de Galles en phase finale d'un championnat d'Europe pour la première fois de son histoire.